# 18 هدية
18هدية : هو فيلم إيطالي صدر عام 2020 من إخراج فرانشيسكو أماتو. الفيلم مستوحى من القصة الحقيقية لإليسا جيروتو وسيناريو كتبته بالتعاون مع زوجها أليسيو فيسينزوتو.

## الحبكة
صيف (2001). توفيت إليسا التي تبلغ من العمر خمسة وثلاثين عامًا بسبب سرطان الثدي، تاركة زوجها أليسيو وابنتها المولودة حديثا آنا. قبل ان تغادر، قررت ان تكتب قائمة هدايا عيد ميلاد للطفلة، على أمل أن تتمكن من البقاء بجانبها بعد وفاتها، حتى تبلغ سن الرشد.
مع مرور السنين، تشعر آنا الصغيرة بعدم الارتياح المتزايد. لا يبدو أن الهدية تستطيع ان تملئ الفراغ الذي تركته الأم، وهو غياب يدفعها إلى التمرد، و أن تفسد عيد ميلادها الثامن عشر و تهرب من المنزل، حتى يتم صدمها بسيارة.
عندما تعود الفتاة إلى رشدها تكتشف أن سائقة السيارة هي والدتها الحامل بها. يبدا الاثنان بهدوء في تكوين علاقة صداقة جميلة حتى لو كانت آنا تخبرها أكاذيب كثيرة. ولذلك: تقرر إليسا أن تعطيها بعض الاعمال أو أن تساعدها في اختيار الهدايا لها، ولأنها تعلم أنه ليس بامكانها قضاء جميع أعياد الميلاد مع الابنة.و في الهدية الأخيرة تكتشف إليسا أن آنا هي ابنتها وهنا : تصدم لدرجة الإغماء أمام الأخيرة. عندما تستيقظ إليسا، تقرر ان تكتب رسالة إلى آنا قبل أن تموت. و في النهاية تستيقظ آنا في المستشفى حيث تم نقلها إليها لتتعافي بسبب حادث سيارة وتعتذر لوالدها على أنها كانت ملالغة. تعود آنا ووالدها إلى المنزل ويقرأ الأخير رسالة الأم ويفتح الهدية. ثم تنزل الابنة إلى الطابق السفلي للاحتفال بعيد ميلادها الثامن عشر. في النهاية، أدركت آنا أنها قطعت رحلة عبر الزمن تمكنت من خلالها رؤية علاقتها بوالديها.

## ترويج
تم إصدار الاعلان الترويجي عبر الإنترنت في 11 ديسمبر لعام (2019).

## توزيع
تم نشر الفيلم في دور السينما الإيطالية في الثاني من يناير عام (2020). ثم تم طرحه في جميع أنحاء العالم على منصة نتفليكس عبر الإنترنت (التي اشترته من True Colors) في الثامن من مايو عام 2020.

## الترشيحات والجوائز
- 2021 - ديفيد دوناتيلو
  - الفائز ديفيد يونغ
  - ترشيح لجائزة أفضل ممثلة عن فيلم فيتوريا بوتشيني.
  - ترشيح بينيديتا بوركارولي لأفضل ممثلة مساعدة.
- 2020 - شريط فضي [7]
  - ترشيح بينيديتا بوركارولي لأفضل ممثلة مساعدة
  - أفضل ترشيح تحرير لكلاوديو دي ماورو

## ملاحظة
1. 1 2 3  وصلة مرجع: https://www.imdb.com/title/tt10816484/fullcredits?ref_=tt_cl_sm#cast.
2. ↑  وصلة مرجع: https://www.imdb.com/title/tt10816484/.
3. ↑  وصلة مرجع: https://www.cervenykoberec.cz/130961/recenze-18-darku-drama-o-poutu-matky-s-dcerou-dojme-jednoduchosti-mezi-podobnymi-sveho-druhu-ale-zapadne/.
4. 1 2 3 4 5  مذكور في: قاعدة بيانات الأفلام التشيكية السلوفاكية. لغة العمل أو لغة الاسم: التشيكية. تاريخ النشر: 2001.
5. ↑  "Al cinema '18 Regali', l'inno alla vita di Elisa Girotto". 19 dicembre 2019. مؤرشف من الأصل في 2021-07-26. {{استشهاد بخبر}}: تحقق من التاريخ في: |تاريخ= (مساعدة)
6. ↑  ""18 Regali" disponibile in tutto il mondo su Netflix". 12 maggio 2020. مؤرشف من الأصل في 2020-11-16. {{استشهاد ويب}}: تحقق من التاريخ في: |تاريخ= (مساعدة)
7. ↑  "Nastri d'argento - Le candidature 2020". مؤرشف من الأصل في 2021-11-28.